# Замак Балморал
Замак Балморал (енгл. Balmoral Castle) се налази на североистоку Шкотске, недалеко од Абердина. Приказан је на новчаници од 100 фунти, коју је издала Краљевска банка Шкотске.
Прво утврђење на овом месту подигнуто је XVI веку и сачињавала га је само донжон кула. Краљица Викторија (1837—1901) и принц Алберт су га посетили 1848. године, а шума у околини замка је подсетила принца Алберта на Тирингију у његовом завичају. Он је купио кулу и имање као поклон за Краљицу, а 1853. године је Вилијам Смит одабран да изгради замак у шкотском баронском стилу. Нови замак је саграђен око 90 метара северно од старог и завршен је 1855. године. Током година је претрпео измене и преправке од стране краљевске породице, а задњу преправку је направио Војвода од Единбурга који је повећао башту и врт.
Због његове величине и лепоте, Краљица Викторија га је звала овај диван рај.